# Dekanat ciechanowski zachodni
Dekanat ciechanowski zachodni – dekanat diecezji płockiej z siedzibą w Ciechanowie. 
Księża funkcyjni (stan na dzień 5 września 2024):
- ks. kan. mgr Jan Jóźwiak, proboszcz parafii pw. Matki Bożej Fatimskiej w Ciechanowie,
- ks. kan. mgr Sławomir Filipski, proboszcz parafii pw. św. Piotra Apostoła w Ciechanowie,
- ks. mgr Piotr Szczepan Marzec, proboszcz parafii św. Bartłomieja w Zeńboku i administrator parafii św. Antoniego Padewskiego w Łysakowie.

Lista parafii (stan na dzień 21 sierpnia 2018):
| Lp | Miejscowość / parafia              | Czas powstania | Proboszcz / administrator                    | Zdjęcie | Strona www |
| -- | ---------------------------------- | -------------- | -------------------------------------------- | ------- | ---------- |
| 1  | Ciechanów Matki Bożej Fatimskiej   | 1996           | ks. kan. mgr Jan Jóźwiak od 1996             |         | → www      |
| 2  | Ciechanów św. Piotra Apostoła      | 1982           | ks. kan. mgr Sławomir Piotr Filipski od 2019 |         | → www      |
| 3  | Koziczyn św. Dionizego             | koniec XIV w.  | ks. mgr Robert Artur Głuchowski od 2016      |         |            |
| 4  | Lekowo św. Stanisława BM           | koniec XIII w. | ks. mgr Wojciech Iwanowski od 2020           |         |            |
| 5  | Łysakowo św. Antoniego Padewskiego | koniec XIV w.  | ks. mgr Piotr Szczepan Marzec od 2019        |         |            |
| 6  | Malużyn św. Wojciecha              | XV w.          | ks. mgr Robert Kamiński od 2021              |         | → www      |
| 7  | Sulerzyż św. Mikołaja              | 1410           | ks. mgr Marek Michalski od 2024              |         | → www      |
| 8  | Zeńbok św. Bartłomieja             | ok. 1402       | ks. mgr Piotr Szczepan Marzec od 2019        |         |            |